# Пісочник товстодзьобий
Пісочник товстодзьобий (Charadrius leschenaultii) — прибережний птах роду Пісочник родини Сивкові ряду Сивкоподібних (Charadriiformes).

## Опис
Невеликий птах завдовжки 22-25 см при вазі 55-121 г. Довжина крила сягає 13,3—15 см (розмах — 50—60 см), довжина дзьоба становить 21—25 мм, цівка самців — 37—43 мм, самиць — 37—39 мм. У дорослого самця влітку лоб, вуздечка і краї вуха чорного забарвлення. Верх голови і зашийок — рудуваті, верхня сторона тіла сірувато-охриста, з зеленуватим відливом. Підборіддя, горло та груди, черево і підхвістя білі, з широким рудим в області вола. Махові бурі, з білими підставами частини пір'я. Великі верхні криючі крила з білими вершинами, інші криють крила зі світлими облямівками. Стернові сірувато-бурі, крайня пара їх майже чисто-біла. Дзьоб чорний, ноги темно-зелені, майже чорні. Райдужна оболонка ока темно-бурого кольору. У самиці влітку замість чорних ділянок оперення на голові є темно-бурі, верхня сторона тіла більш бліда, ніж у самця, також блідіше і рудий пояс на грудях.
Дорослі птахи в зимовому вбранні відрізняються тим, що у пір'я верхньої сторони тіла є вузькі світлі облямівки, через воло проходить сіруватий малопомітний пояс, чорних ділянок на голові немає, лоб білий, краї вуха — бурого забарвлення. Молоді схожі на дорослих в зимовому пір'ї, але верхня сторона тіла темніше, і пір'я з білими облямівками. Лоб, вуздечка і боки тіла з охристим нальотом, зашийок — світло-сірий.

## Спосіб життя

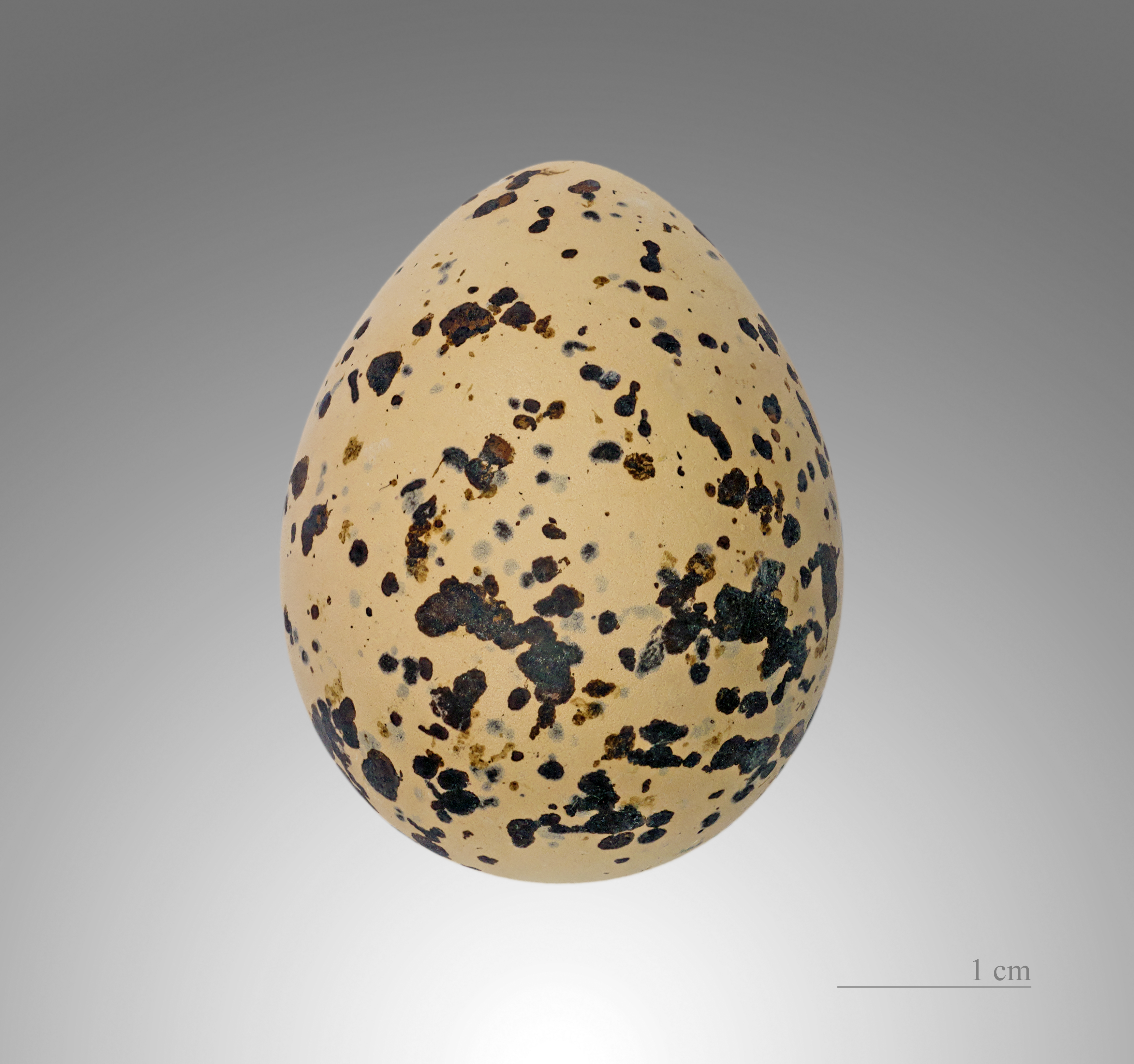
Яйце в оологічній колекції

Населяє солончакові або глинисті простору в рівнинних пустелях, кам'янисті ділянки в грядках гір і горбистих рівнин, з хирлявою низькою рослинністю. Навесні з'являється наприкінці березня або початку квітня групами від 3 до 12 птахів. Линяння відбувається протягом червня-липня спочатку малого, потім великого пір'я), завершується до середини серпня. Живиться переважно жуками та мурахами.
Гніздування окремими парами досить далеко один від одного. Гніздо розташовується в невеличкій ямці, що трохи вистилається травою, солончаковою скоринкою або дрібними камінчиками, нерідко на відстані 1-2 кілометри від води. Кладка в 3 яєць (зрідка 4) відбувається в квітні — середині червня. Тривалий гніздовий період пояснюється повторним гніздування після втрати першої кладки. Обоє батьки насиджують яйця і піклуються про потомство, яке з'являється в травні і починає літати з початку червня до середини липня. Після того, як ці виводки починають кочувати, два-три виводки об'єднуються разом.
Є об'єктом аматорського полювання. М'ясо доволі смачне.

## Поширення
Розповсюджено у Середній Азії, Казахстані, Сибіру (Російська Федерація), Закавказзі, сході Малої Азії, Ірані, Афганістані, до пустелі Гобі та північного Китаю. У більш північних районах — птах перелітний, на півдні Туркменістану — осілий.
Гніздування відбувається в Сардарабадському степу (Азербайджан), від затоки Кара-Богаз до Гассан-кулі (Туркменістан), пустелі Кизил-кум, уздовж східного узбережжя Аральського моря, середній течії річки Ілі, північно-західній Монголії. Взимку зі східних берегів Африки від Червоного моря (від берегів Єгипту) до Капській Землі, а також по внутрішніх водоймах материка, проте як виняток. Також буває на Мадагаскарі і Сейшельських островах і в Занзібарі. Зимує в Індії, Індокитаї, на островах Індонезії та сусідніх безлюдних островах, в Австралії і на Соломонових островах. На місцях зимівлі частина птахів залишається і влітку. Залітає до Японії, зустрічається в Кореї, північно-східному Китаї, на Тайвані. Прилітає також в окремі місця Йорданії та північної Сирії.

## Підвиди
- Charadrius leschenaultii columbinus Wagler, 1829 — Туреччина, Сирія, Йорданія, Вірменія, Азербайджан
- Charadrius leschenaultii crassirostris (Severtzov, 1873) — Іран, Туркменістан, Афганістан, Казахстан
- Charadrius leschenaultii leschenaultii Lesson, 1826. — Монголія, КНР, Тайвань, Алтай, південний Сибір.